# 莱索克松
莱索克松（法語：Les Auxons，法語發音：[le.z‿oksɔ̃]）是法国杜省的一个市镇，位于该省西北部，属于贝桑松区。该市镇成立于2015年1月1日，由欧克松德叙（Auxon-Dessus）和欧克松德苏（Auxon-Dessous）两个市镇合并而成。

## 地名
该地名“Les Auxons”意为“Auxon”的复数，因为该市镇由两个名字带“Auxon”的原市镇组成。

## 地理
莱索克松（47°18'5"N, 5°58'23"E）面积9.16 平方千米，位于法国勃艮第-弗朗什-孔泰大區杜省，该省份为法国东部内陆省份，北起上索恩省，西接汝拉省，东部及东南部与瑞士接壤，东北部与贝尔福地区省接壤。
与莱索克松接壤的市镇（或旧市镇、城区）包括：奥尼翁河畔屈塞、热讷耶、沙蒂永勒迪克、米斯雷萨利讷、普耶莱维涅、珀卢塞、蒙克莱、索瓦涅。
莱索克松的时区为UTC+01:00、UTC+02:00（夏令时）。

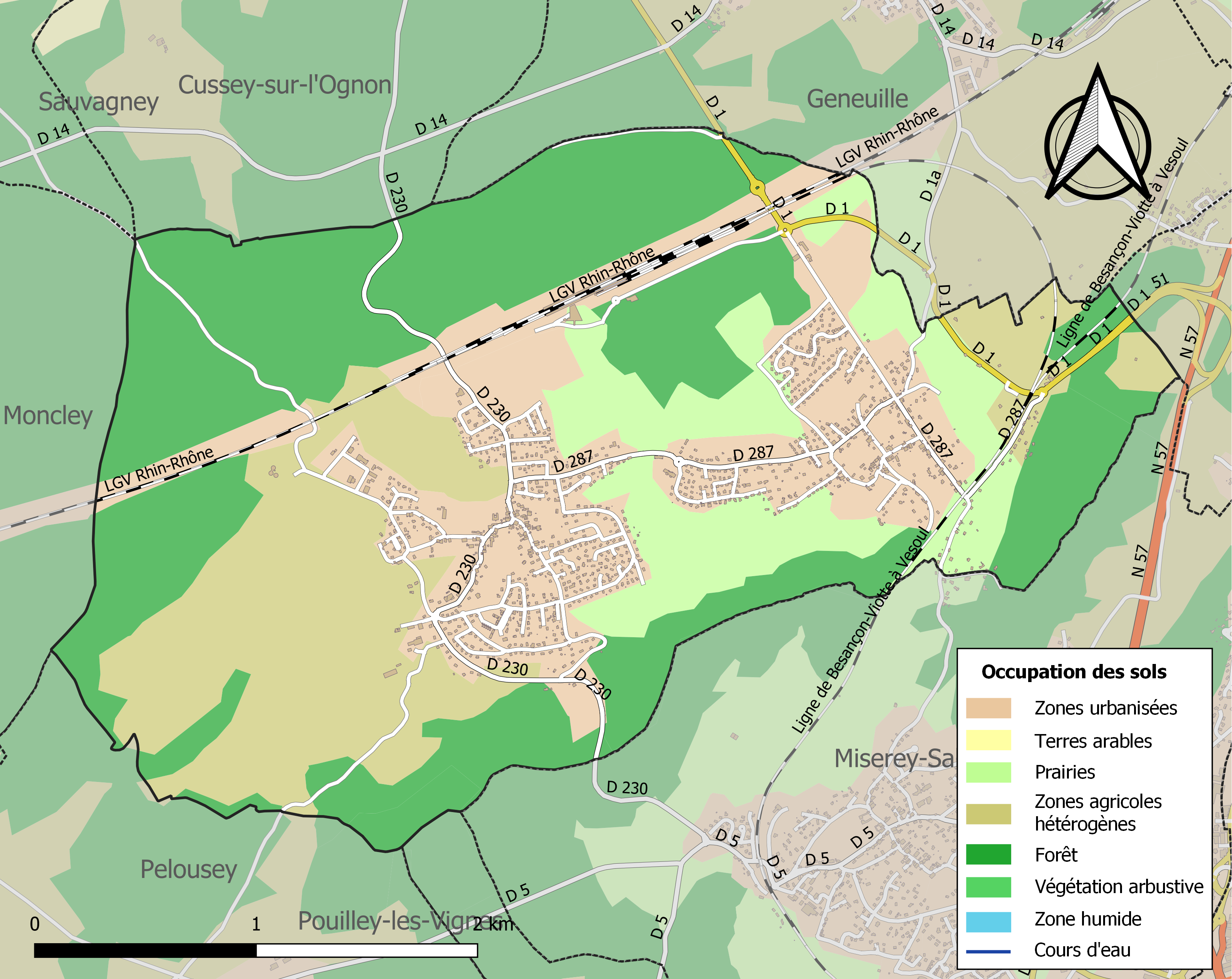
莱索克松的OSM定位图

## 行政
莱索克松的邮政编码为25870，INSEE市镇编码为25035。

## 政治
莱索克松所属的省级选区为贝桑松第三县。

## 人口
莱索克松于2022年1月1日时的人口数量为2522人。